# Севиршин (комуна)
Севиршин (рум. Săvârșin) — комуна у повіті Арад в Румунії. До складу комуни входять такі села (дані про населення за 2002 рік):
- Валя-Маре (244 особи)
- Кепріоара (354 особи)
- Куяш (92 особи)
- Пирнешть (216 осіб)
- Севиршин (1470 осіб) — адміністративний центр комуни
- Темешешть (146 осіб)
- Ток (434 особи)
- Троаш (206 осіб)
- Хелеліш (128 осіб)

Комуна розташована на відстані 349 км на північний захід від Бухареста, 72 км на схід від Арада, 134 км на південний захід від Клуж-Напоки, 82 км на схід від Тімішоари.

## Населення
За даними перепису населення 2002 року у комуні проживали 3290 осіб.
Національний склад населення комуни:
| Національність | Кількість осіб | Відсоток |
| -------------- | -------------- | -------- |
| румуни         | 3228           | 98,1%    |
| угорці         | 33             | 1,0%     |
| німці          | 12             | 0,4%     |
| українці       | 10             | 0,3%     |
| турки          | 2              | 0,1%     |
| цигани         | 1              | < 0,1%   |
| серби          | 1              | < 0,1%   |
| болгари        | 1              | < 0,1%   |

Рідною мовою назвали:
| Мова       | Кількість осіб | Відсоток |
| ---------- | -------------- | -------- |
| румунська  | 3235           | 98,3%    |
| угорська   | 29             | 0,9%     |
| німецька   | 11             | 0,3%     |
| українська | 9              | 0,3%     |
| циганська  | 1              | < 0,1%   |
| турецька   | 1              | < 0,1%   |
| сербська   | 1              | < 0,1%   |
| болгарська | 1              | < 0,1%   |

Склад населення комуни за віросповіданням:
| Релігія                                       | Кількість осіб | Відсоток |
| --------------------------------------------- | -------------- | -------- |
| православні                                   | 2771           | 84,2%    |
| п'ятдесятники                                 | 308            | 9,4%     |
| баптисти                                      | 74             | 2,2%     |
| римо-католики                                 | 49             | 1,5%     |
| адвентисти                                    | 48             | 1,5%     |
| реформати                                     | 11             | 0,3%     |
| мусульмани                                    | 4              | 0,1%     |
| греко-католики                                | 2              | 0,1%     |
| унітарії                                      | 1              | < 0,1%   |
| лютерани (Синодально-пресвітеріанська церква) | 1              | < 0,1%   |
| не вказали релігію                            | 16             | 0,5%     |